# Archidistoma aggregatum
Archidistoma aggregatum är en sjöpungsart som beskrevs av Walter Garstang 1891. Archidistoma aggregatum ingår i släktet Archidistoma och familjen Polycitoridae. Inga underarter finns listade i Catalogue of Life.